# توکول
توکول (به مجاری:  Tököl) یک سکونتگاه مسکونی در مجارستان است که در پشت واقع شده‌است.